# Lantos Mihály (oktató)
Lantos Mihály (Budapest, 1970. augusztus 31. –) egyetemi oktató, tanár, a tanulási módszertan oktatója, villámolvasás-tréner, a Villámolvasás a gyakorlatban c. könyv szerzője.

## Élete
Élete első harminc évét Monoron töltötte, de a budapesti Katona József Gépipari Szakközépiskolában érettségizett. Saját bevallása szerint ekkor még utálta a tanulást és esze ágában sem volt főiskolára menni. A rendőrségen helyezkedett el és nyomozóként dolgozott a következő években. 1996-ban jutott el egy agykontroll-tanfolyamra, ami nagy lépést jelentett ugyan az életében, de a tanuláshoz való hozzáállásán még semmit sem változtatott.
2003-ban kérték fel oktatónak a  Rendőrtiszti Főiskolán, amit nagy örömmel elfogadott, de ezzel párhuzamosan el kellett kezdenie egyetemi tanulmányait is, hogy hivatalában maradhasson.
„Szakítanom kellett hát az addigi hozzáállásommal, mert így nekifutni egy egyetemnek… eléggé kilátástalannak tűnt. Gyakorló agykontrollosként tudtam, hogy vannak olyan tanulási technikák, amelyek segíthetnek a könnyebb elsajátításban, de azt éreztem, hogy nem csak ez a feladat, hanem leküzdeni magamban a tanuláshoz való negatív hozzáállást. Azt a gondolatot, hogy a tanulás egyébként egy nehéz, fáradságos és sok áldozatot követelő dolog.”
Bakos Kornél tanulás-módszertani tanfolyama hozta meg számára az áttörést, saját szavaival 33 évesen, a „krisztusi korban” „megjött az esze a tanuláshoz”. Ez után párhuzamosan végezte az ELTE pedagógia szakát és a Debreceni Egyetem filozófia szakát.  

## Szakmai élete
2003 óta főiskolai, majd egyetemi oktató. Ekkor ismerkedett meg a villámolvasás módszerével, amit rögtön nem csak használni, de kutatni is kezdett. Szerette volna jobban a magyar oktatási rendszerhez és a magyar tanulók igényeihez igazítani az eredeti módszert. Ennek a több mint tízéves munkának a gyümölcse lett a Villámolvasás a gyakorlatban című könyve, amely azóta már több kiadást is megélt.
A villámolvasás  mellett tanulási stratégiákat oktat a középiskolás korosztálynak is, Lépéselőny címmel.